# Nicolò Crasso
Nicolò Crasso (* Juli 1585 in Venedig; † 30. September 1656 ebenda) war ein italienischer Jurist und Literat.

## Leben

### Herkunft, Ausbildung, Rechtsstudium in Padua
Nicolò Crassos Eltern waren Marco di Nicolò di Alvise und Triffona di Dominici. Aus dem Taufschein, den sein Vater im Februar 1606 bei der Avogaria di Comun vorlegte, um die legitime Geburt seines Sohnes nachzuweisen und sein daraus resultierendes Recht auf Zugehörigkeit zum Bürgerstand pleno iure zu sichern, geht hervor, dass der Junge am 6. Juli 1585 in der Kirche Santa Maria Zobenigo getauft wurde. 
Er lernte zunächst im Priesterseminar der nobili auf der Insel Murano, wo er auch begann, Griechisch und Latein zu lernen. Danach schrieb er sich an der Universität Padua ein, wo er 1602 einen Abschluss in den Rechtswissenschaften erlangte. In Padua freundete er sich mit Mario Cremonini an, von dem er während seines Studiums Privatunterricht in Philosophie erhielt. Auch schrieb er sich an den Akademien der Ricovrati und der Stabili ein, wo er seine ersten Werke unter den Pseudonymen „Publio Licinio“ und „Incerto“ vortrug.

### Rückkehr nach Venedig (1606), Ehe (ab 1607), Wendung gegen päpstliche Ansprüche
1606 kehrte er nach Venedig zurück. 1607 heiratete er Laura Zuccaredda, mit der er einen Sohn und eine Tochter namens Alvise und Lucrezia hatte. Zu dieser Zeit hatte der Papst die Republik Venedig dem Interdikt unterworfen. Crasso wies in scharfen Schriften die Anmaßungen der Anhänger des Papstes zurück. So erschienen die drei Canzoni nelle presenti turbationi di stato – die separat und ohne Autorennamen, auch ohne Erscheinungsort veröffentlicht, aber von den Incogniti Crasso zugeschrieben wurden – sowie die bissige Antiparaenesis ad Caesarem Baronium Cardinalem pro S. Venetia republica, eine theologisch-kanonische Widerlegung der kurialen Forderungen, in der er – was in dieser Zeit nichts Ungewöhnliches war – verkündet, dass Venedig sich Gott und nicht anderen beuge und dass sein Löwe (der Markuslöwe) in der Lage sein würde, die Republik zu verteidigen, während der Papst nicht gleichzeitig weltliche und religiöse Macht beanspruchen könne. 

### Als Anwalt der Inquisitoren auf den Ionischen Inseln
In den folgenden Jahren gehörte er als avvocato fiscale zum Gefolge der drei Inquisitori in der Levante (gemeint sind die östlichen Herrschaftsgebiete Venedigs), die von der Republik entsandt wurden, um die Arbeit der örtlichen Rechtsprechung und Verwaltung zu prüfen. So arbeitete er unter anderen auf den Inseln Kefalonia, Zakynthos und Korfu, wo er aber auch Gelegenheit fand, seine Sammlung antiker Artefakte zu vergrößern. Nach Venedig zurückgekehrt, arbeitete er bis zu seinem Tod am 30. September 1656 als Anwalt am Zivilgericht. 

### Lobreden, über die Liebe, politische Schriften
Trotz dieser Dauerbeschäftigung schrieb Crasso unentwegt. Einen Teil seiner Werke kann man als Lobgesang klassifizieren, der allerdings von geringer Originalität und sogar Ernsthaftigkeit gekennzeichnet ist – allerdings bieten diese Werke gelegentlich historisch Relevantes. 1612 wurden in Venedig die Elogia patritiorum Venetorum veröffentlicht. In rund vierzig Lobreden würdigte er den politischen Glanz von vierzig venezianischen Patriziern und zeichnet knapp die wichtigsten Etappen ihrer Laufbahn nach. So schrieb er über Leonardo Mocenigo (1583–1654), Nicolò Contarini oder Filippo Pasqualigo (1549–1615). 1621 erschien in Venedig Andreae Mavroceni Veneti senatoris præstantiss. vita, woran sich zahlreiche Werke zum Lob der venezianischen Patrizier anschlossen, darunter 1626 Due canzoni all'illustriss. sig. Francesco Viaro (zusammen mit Francesco Busenello), dann 1646 die Canzone all’illustriss. et eccellentiss. sig. Giovanni Cappello…, 1648 die Canzone al sig. Leonardo Foscolo…, worin er dessen Taten gegen die „Türken“ lobt, und schließlich 1652 Pisaura gens, in der er die Ursprünge der Ca’ Pesaro erzählt und einige seiner Angehörigen preist.
Eine zweite Gruppe von Werken zeichnet sich durch eher amouröse Inspirationen oder kurze, an Freunde gerichtete Kompositionen aus. Sie wurde größtenteils unter dem Pseudonym „Publius Licinius“ veröffentlicht. Dell’amoroso trofeo di Publio Licinio, 1611 in Parma publiziert, soll an die Jugendliebe Crassos erinnern. Das Werk, das aus Madrigalen besteht, beschwört Crassos Liebe zu einer Frau namens „Tina“. Im selben Jahr wurde in Parma Il simulacro della bellezza veröffentlicht, das aus einer Reihe von amourösen Madrigalen besteht, die Crasso als „jugendliches Scherzo“ bezeichnet. Canzoni e lodi wurden später von Crasso zu Ehren seiner Freunde Paolo Veronese, Tiberio Tinelli und Giulio Strozzi geschrieben. 1623 wurde in Venedig Elpidio consolato veröffentlicht, eine Seefahrergeschichte, wieder unter dem Pseudonym Publio Licinio. Dem venezianischen Patrizier Francesco Viaro gewidmet, wurde das in fünf Akte unterteilte Werk, wie der Drucker Angelo Salvadori in der Einleitung erwähnt, im Karneval von 1623 in Venedig aufgeführt, und zwar sehr erfolgreich.
Wirklich herausragend waren allerdings seine politischen Diatriben. 1619 druckte er De iurisdictione sereniss. Reip. Venetae in mare Adriaticum epistola, die in „Elevtheropolis“ erscheint, d. h. in Venedig, polemisch als ‚freie Stadt‘ bezeichnet. Höchstwahrscheinlich wurde das Werk von Paolo Sarpi geschrieben und später von Crasso nur übersetzt, an den es unter dem Pseudonym „Liberio Vincenzio Ollando“ von Sarpi selbst als „Francesco Degli Ingenui“ adressiert wurde. Der Nachweis der ursprünglichen Autorenschaft zeigte sich im darauffolgenden Jahr darin, dass Nescimus quid vesper serus vehat, eine Satire zum selben Thema, in Amsterdam veröffentlicht wurde, die Crasso unter dem Pseudonym „Liberio Vincenzo Ollando“ Sarpi widmete. Dieses Werk wurde 1620 per Dekret der Glaubenskongregation auf den römischen Index gesetzt.
Als Crassos umfangreichstes und wertvollstes Werk gilt sein Kommentar zu den Schriften des Donato Giannotti und des Gasparo Contarini über die Republik, der unter dem Titel Notae in Donatum Ianotium et Casparem Contarenum cardinalem de Republica Veneta, Lyon 1631 erschien und 1642 und 1653 nachgedruckt wurde. Den Anmerkungen vorangestellt ist die lateinische Übersetzung von Giannottis Werk, die wahrscheinlich von Crasso angefertigt wurde. Darin erklärte er gegen Jean Bodins These von der „Oligarchisierung“ der Republik Venedig, dass die Verfassung der Republik, wie das menschliche Leben, verschiedene Stadien durchlaufen habe: das der Kindheit, „unius dominationi“, das der Adoleszenz, „omnium“, und schließlich das der Reife, „paucorum imperio propensi videri, posset“. Dennoch sei die Verfassung unverändert geblieben, da jede Magistratur, vom Dogen bis zur Quarantia (der Rat der Vierzig, der zu dieser Zeit den Großen Rat als Machtzentrum abgelöst hatte), ihre souveränen Befugnisse behalten habe.

### Unveröffentlichte Werke
Eine Reihe von Crassos Werken blieb unveröffentlicht, wie etwa die in der Bibliothek des Museo Civico Correr liegende Elegia ad Danielem Heinsium (cod. Cicogna 3231 Il 18), in der Crasso an den Tod von Fra Paolo Sarpi erinnert, oder die Scrittura di Nicolò Crasso sopra le locuste, die Heuschrecken (damit bezeichnete Sarpi zuweilen die Akteure, die die spanisch-päpstliche Seite vertraten).

### Wohnstatt, Sammlung, Testament, Beisetzung in S. Sebastiano
Crasso verbrachte die meiste Zeit seines Lebens in seinem Haus in der Gemeinde S. Maurizio im Westen des Sestiere San Marco, das sich an den Fondamenta Corner Zaguri befand. Er besaß zudem einige Häuser und Grundstücke in der „Villa“ zu Riese unterhalb von Castelfranco, die ihm sein Vater vererbt hatte und die er durch Käufe vergrößerte. In seinem Haus in Riese bewahrte Crasso ein umfangreiches künstlerisches Erbe auf, darunter ein Porträt seines Vorfahren Alvise von Giorgione und mehrere Gemälde von Tizian, Jacopo Tintoretto und Palma dem Jüngeren. Crasso wurde zwar von seinem Freund Tinelli porträtiert, doch ging das Gemälde im 19. Jahrhundert verloren. 
Crassos Testament ist nicht erhalten, doch im Erbschein von 1653 setzt er seinen Sohn Alvise als Erben für ‚alle meine gedruckten Bücher, Schriften und Werke‘ sowie für die Pacht von Riese ein.
Nicolò Crasso wurde in der Kirche S. Sebastiano in der 1563 von seinem Großvater Nicolò errichteten Familiengruft beigesetzt. 

## Werke (Auswahl)
Crassos Werke sind überwiegend in Venedig gedruckt worden, daher wird im Folgenden der Erscheinungsort nur angegeben, wenn es sich um einen anderen Ort handelt.
- Canzoni nelle presenti turbationi di stato, o. J.
- Antiparaenesis ad Caesarem Baronium Cardinalem pro S. Venetia republica, Meietti, Padua 1606.[4]
- Dell'amoroso trofeo di Publio Licinio, Parma 1611.
- Il simulacro della bellezza, Parma 1611.
- Elogia patritiorum Venetorum, 1612.
- (Übers.): De iurisdictione serenissimæ Reipublicæ Venetae in mare Adriaticum epistola, „Elevtheropoli“ 1619. (Digitalisat)
- Andreae Mavroceni Veneti senatoris præstantiss. vita, 1621.
- Elpidio consolato, 1623.
- Notae in Donatum Ianotium et Casparem Contarenum cardinalem de Republica Veneta, Lyon 1631, Nachdruck 1642, 1653.
- Annotationi Di Nicolò Crasso Sopra I Libri Della Repvblica Venetiana Di Donato Gianotti Fiorentino, E Di Gasparo Contarini Cardinale, o. O., um 1650. (Digitalisat)
- Pisaura gens, 1652 (Google Books)